# 三田氏
三田氏（みたし）は、日本の氏族。武蔵平姓三田氏や安芸藤姓三田氏等があり、それぞれ国人領主として活動した。

## 武蔵三田氏

### 概要
『武蔵名勝図絵』などによると平将門の後裔と称していた。青梅市の天寧寺にある三田政定が奉納した銅鐘には「大檀那平氏朝臣将門之後胤三田弾正忠政定」という銘文が刻まれている。また、武蔵国荏原郡三田から起こったという説、壬生氏の子孫という説、相馬氏の子孫という説もあるが、いずれも確証は無い。
三田氏は杣保（現在の青梅市周辺）を本拠地とし、最盛期にはその周辺地域や高麗郡・入間郡方面まで支配していたと言われている。鎌倉時代末期には三田長綱、三田清綱という人物が杣保で活動していたと伝えられている。『吾妻鏡』に三田姓の人物が複数登場し、また『太平記』にも三田常陸守という人物が登場するが、いずれもこの三田氏との関係は不明である。室町時代には関東管領山内上杉氏に属していたようで、立河原の戦いの後に長尾能景が扇谷上杉氏方から奪った椚田城主に三田氏宗が任じられている。戦国時代に入り山内上杉氏の勢力が衰えると後北条氏の傘下に入り他国衆に列せられた。
永禄3年（1560年）、長尾景虎が上杉憲政を擁して関東へ進出してきた際に三田綱秀は再び上杉方に付いて各地を転戦する。景虎撤兵後、上杉方に付いた関東の諸将の多くが再び後北条氏の傘下に入る中、三田綱秀は後北条氏に抵抗を続けた。そのため、永禄年間（永禄4年～6年）に北条氏照率いる後北条軍に辛垣城が攻め落とされ、三田氏は滅亡する。
嫡流の滅亡後も一族が後北条氏に仕えており、詳細は不明だが三田治部少輔という人物が確認できる。その他には三田三河守の子三田綱勝（三田綱秀の弟という説や三田治部少輔と同一人物であるという説もある）という人物が北条氏照に仕え、御館の乱の際に上杉景虎の援軍として派遣され戦死したといわれている。後北条氏滅亡後、三田綱勝の子守綱が徳川家康に召し出され旗本となった。その子孫は帰農していた三田氏旧臣と幕末まで交流を続けていたことまでは確認できる。
現在の川崎市高津区上作延に土着した一族もある。

## 安芸三田氏

### 概要
安芸国高田郡三田郷を領していた国人領主で、三田氏の祖となる永井庄七郎は藤原姓を称していたが、実際に藤原氏の末裔であったかは不明である。
鎌倉時代末期の永仁6年（1298年）頃の永井三田氏の書状が残っており、この頃までには東国から下向して、萩原城や古川城を根拠地として勢力を誇っていたと思われる。
また、室町時代の毛利氏の当主である毛利元春の母方祖父として三田入道が『芸藩通志』に記載され、当地で一定の勢力を有して、吉田郡山の毛利氏と連携していたことが推測される。
慶長5年（1600年）の関ヶ原の戦いの後、当主である三田久七郎は防長に移封された毛利氏に従って三田を去り、長州藩士として続いた。